# 特別保全地域
特別保全地域（とくべつほぜんちいき、英: Special Protection Area、 SPA ）は、欧州連合（EU）の鳥類指令に基づく指定地域である。指令の下において、欧州連合の加盟国は渡り鳥および特定の深刻な絶滅危機に瀕している鳥の生息地を保護する義務がある。SPAは特別保全地域（SAC）と共にナチュラ2000 と呼ばれるEU全体の保護地域のネットワークを形成している。各SPAにはEUコードがあり、例えば北ノーフォーク海岸のSPAのコードはUK9009031である。

## イギリス
2006年9月21日の時点で、イングランド、スコットランド、ウェールズ、北アイルランドには252の分類されたSPAと12の申請されたSPAがあった。
1994年に自然生息地などの保全規則が制定され、スコットランド、イングランド、ウェールズで指令の条項が実行されている。グレートブリテンでは陸上または潮間帯に指定されたSPA（及びSAC）は通常特別環境保全地域（SSSI）として通告され、北アイルランドでは特別環境保全地区（ASSI）として通告される。たとえば、イングランドの東部にあるブロードランド特別保全地域は、およそ28にも及ぶSSSIの集合体である。SPAは 干潮時に海にまで及ぶ可能性があり、それらの地域ではSSSIに通告することは不可能である。

## ポーランド
ポーランドの渡り鳥特別保全地域はOSOPと呼ばれている（ポーランド語: Obszar Specjalnej Ochrony Ptaków  ）。 2005年現在、72のOSOPエリアが指定されている。

## ポルトガル
カストロ・ベルデ特別保全地域は、バイショ・アレンテージョ準州にある6つの市（アルジャストレル、アルモドバル市、ベジャ市、カストロ・ベルデ市、メルトラ、オウリケ市）にまで広がっており、総面積は79,007ヘクタールに及ぶ。

## スペイン
スペインではZEPAという用語が使用されている。2016年の時点で644の地域があった 。

## チェコ共和国
チェコ共和国では、 SPAにPtačíoblast （PO、鳥の地域）という用語を使用しており、2004年から2009年の間に、41のPOが政府の指令によって宣言された 。それらは州の面積の9％に及んでいる。